# Estri per cuinar

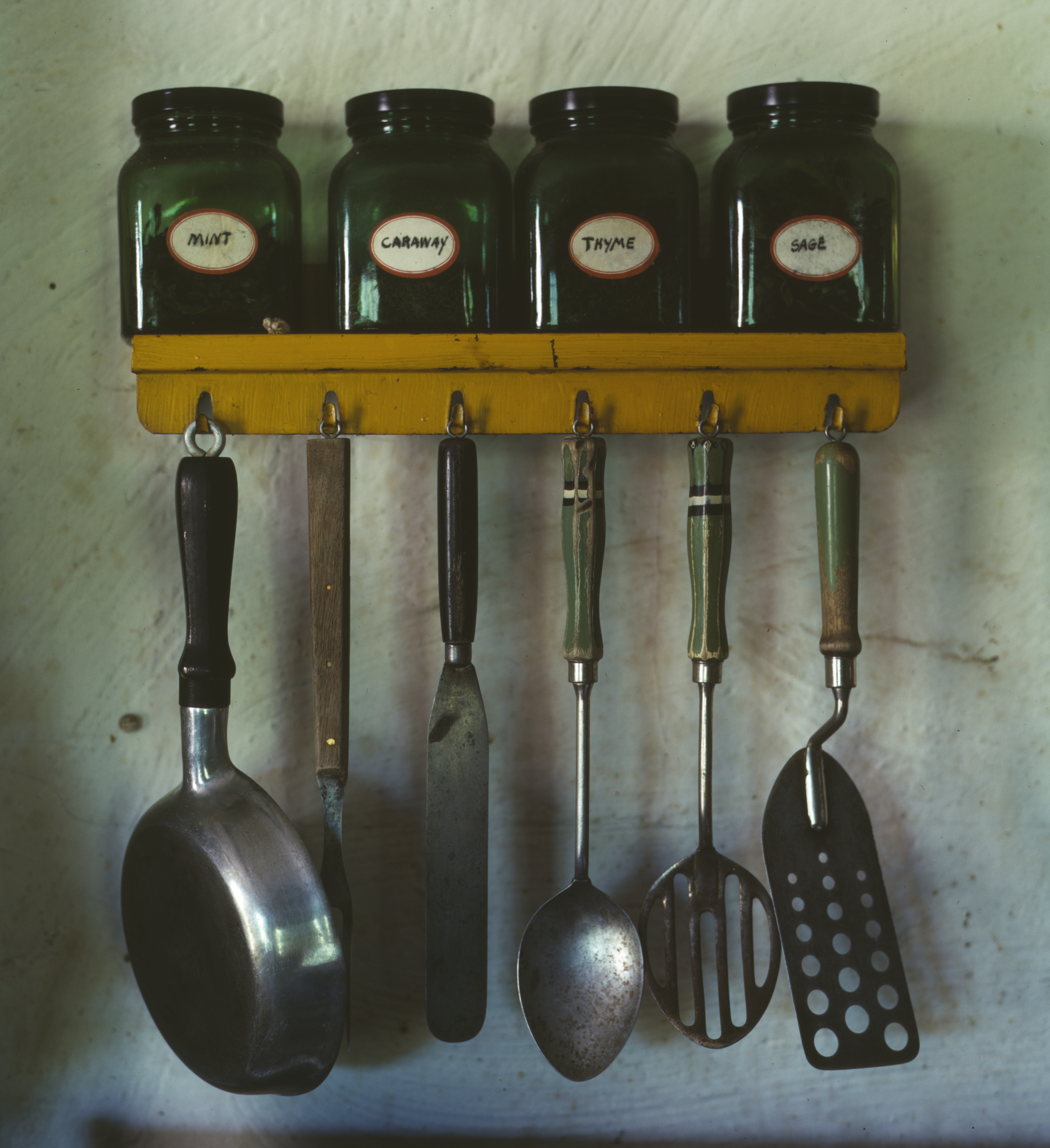
Pots de menta, alcaravia, farigola i sàlvia en un prestatge en el qual es penja una paella, una forquilla, una espàtula per al glacejat, una cullera per a l'olla i un escumadora.

Un estri de cuina és una eina que s'utilitza en l'àmbit culinari per a la preparació dels plats, tant en contacte directe amb el menjar (ex. batedora) com indirecta (ex. minuter). Els materials utilitzats són d'allò més divers. Hi ha olles d'argila, culleres de fusta, recipients de vidre, olles de ferro colat, estris de plàstic, així com recipients de porcellana esmaltada. A la prehistòria es preparava el menjar sobre una foguera servint-se d'utensilis molt rudimentaris com un bol de pedra per escalfar líquids, un morter per polvoritzar herbes i sal i pedra de sílex per tallar la carn, que posteriorment es punxava en un pal per poder girar-lo sobre el foc. Amb el temps van arribar els estris de fusta, més tard els de ferro i més recentment els de plàstic. Finalment, l'era elèctrica i electrònica, que permet automatitzar i accelerar molts dels processos de preparació culinària.